# Song Of The Century
"Song Of The Century" ('Canción del Siglo') es la primera canción del octavo álbum de estudio de Green Day, 21st Century Breakdown. Esta canción es considerada una introducción al disco y a los acontecimientos que relatan sus canciones. Es la única canción del disco que no pertenece a ninguno de los tres actos (Heroes and Cons, Charlatans and Saints y Horseshoes and Handgrenades). Es la canción más corta del álbum. sirvió como introducción para el 21st Century Breakdown World Tour
- Datos: Q6132187